# 小行星12150
小行星12150（12150 De Ruyter）是一颗绕太阳运转的小行星，为主小行星带小行星。该小行星于1971年3月发现。

## 轨道参数
小行星12150的轨道半长轴为448 606 836 km，2.9987088 UA，离心率为0.050。